# Sifco
SIFCO foi uma das maiores indústrias metalúrgicas brasileiras com sede em Jundiaí-SP e filial em Campinas-SP.

## História
Fundada em 1958 a partir da associação da família do Barão Smith de Vasconcellos com as multinacionais norte-americanas Steel Improvemente and Forge Co. e American Brake Shoe, a Sifco tornou-se uma das principais forjarias pesadas do mundo. Por muitos anos ocupou a liderança de seu segmento no país. Em março de 1971, através de subscrição pública,transformou-se em Sociedade de Capital Aberto, com registro nas principais Bolsas de Valores do país. Em 1979, a Sifco inaugurou sua planta de Campinas para a produção de peças forjadas de grande porte.
Entre seus principais produtos estão o eixo dianteiro de veículos pesados, elos  de máquinas agrícolas, entre outros. A SIFCO do Brasil foi um dos principais fornecedores de forjados para a Volvo, Scania, ZF, Mercedes-Benz, MAN Latin America (Caminhões Volkswagen) e muitas empresas americanas que operam no Brasil, como General Motors, Caterpillar e Ford.
Na primeira década de operação da SIFCO o mercado automotivo brasileiro se expandiu 30.000 a 280.000 veículos produzidos anualmente.
Em 2002 a Acesita vendeu sua participação para o Grupo Brasil Participações.
Em 2014 após grande crise do setor metalúrgico a empresa entrou com pedido de recuperação judicial.
Em 2016 a multinacional Dana anunciou a aquisição dos ativos estrategicos da Sifco.